# Eugene Andreev
O russo Eugene Andreev, nascido em 4 de setembro de 1926 - 9 de fevereiro de 2000, saltou de uma altitude de 25.458 metros sobre a cidade de Volsk, na extinta União Soviética em 1962 . Eugene abriu o velame a 958 m de altitude e percorreu uma distância recorde de 25.458 m em queda livre.
Um balão elevou-se em Volsk às 7h44 (hora de Moscou), ao atingir a altitude desejada para a queda livre, saltou com um paraquedas T-1-3 preso às costas, portando um barógrafo, que foi capaz de registrar a sua marca. O paraquedas foi aberto a 958 metros do chão, às 10h 21min.
Em 14 de outubro de 2012 Felix Baumgartner, ao superara a barreira do som, bateu o recorde de altura que havia sido estabelecido em 1960 por Joseph Kittinger e o recorde de queda livre de Eugene Andreev.